# 塞尔玛·巴沙
塞尔玛·莱娜·巴沙（法語：Selma Lena Bacha；2000年11月9日—），法国女子职业足球运动员，司职左后卫或边锋，目前效力于奥林匹克里昂足球俱乐部和法国国家女子足球队。她曾代表法国参加2024年夏季奥林匹克运动会女子足球比赛。